# Saint Mary
Saint Mary è una parrocchia di Antigua e Barbuda che si trova nella parte sud-occidentale dell'isola di Antigua.